# George Edward Rueger

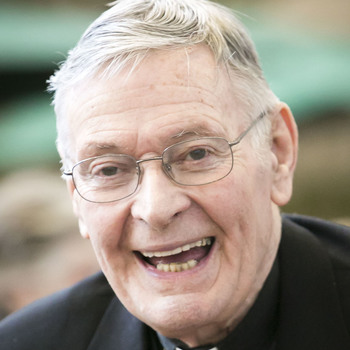
George Edward Rueger (2013)

George Edward Rueger (* 23. September 1929 in Framingham, Massachusetts, Vereinigte Staaten; † 6. April 2019 in Worcester) war ein US-amerikanischer Geistlicher und römisch-katholischer Weihbischof in Worcester.

## Leben
George Edward Rueger empfing am 6. Januar 1958 die Priesterweihe.
Papst Johannes Paul II. ernannte ihn am 16. Januar 1987 zum Weihbischof in Worcester und Titularbischof von Maronana. Der Bischof von Worcester, Timothy Joseph Harrington, spendete ihm am 25. Februar desselben Jahres die Bischofsweihe; Mitkonsekratoren waren Bernard Joseph Flanagan, Altbischof von Worcester, und John Aloysius Marshall, Bischof von Burlington.
Am 25. Januar 2005 nahm Papst Johannes Paul II. seinen altersbedingten Rücktritt an.